# Arnas
Arnas település Franciaországban, Rhône megyében. Lakosainak száma 4408 fő (2022. január 1.). Arnas Beauregard, Fareins, Saint-Georges-de-Reneins, Saint-Julien, Villefranche-sur-Saône, Denicé és Gleizé községekkel határos.

## Népesség
A település népességének változása:
| Lakosok száma | 3428 | 3594 | 3765 | 3778 | 3847 | 3897 | 4063 | 4215 | 4408 |
|               | 2013 | 2015 | 2016 | 2017 | 2018 | 2019 | 2020 | 2021 | 2022 |